# Хопстен
Хопстен (нем. Hopsten) — община в Германии, в земле Северный Рейн-Вестфалия.
Подчиняется административному округу Мюнстер. Входит в состав района Штайнфурт.  Население составляет 7585 человек (на 31 декабря 2010 года). Занимает площадь 99,8 км².
Коммуна подразделяется на 3 сельских округа.